# Єйсон Лопес
Єйсон Лопес (англ. Yeison López López, нар. 1 вересня 1999, Істміна, Чоко) — колумбійський важкоатлет, срібний призер Олімпійських ігор 2024 року.

## Результати
| Рік                        | Місце                      | Вага             | Ривок            | Ривок            | Ривок            | Ривок            | Поштовх          | Поштовх          | Поштовх          | Поштовх          | Загалом          | Місце            |
| Рік                        | Місце                      | Вага             | 1                | 2                | 3                | Місце            | 1                | 2                | 3                | Місце            | Загалом          | Місце            |
| Олімпійські ігри           | Олімпійські ігри           | Олімпійські ігри | Олімпійські ігри | Олімпійські ігри | Олімпійські ігри | Олімпійські ігри | Олімпійські ігри | Олімпійські ігри | Олімпійські ігри | Олімпійські ігри | Олімпійські ігри | Олімпійські ігри |
| -------------------------- | -------------------------- | ---------------- | ---------------- | ---------------- | ---------------- | ---------------- | ---------------- | ---------------- | ---------------- | ---------------- | ---------------- | ---------------- |
| 2024                       | Париж, Франція             | до 89 кг         | 175              | 180              | 180              | Н/Д              | 205              | 205              | 210              | Н/Д              | 390              | 2                |
| Чемпіонат світу            |                            |                  |                  |                  |                  |                  |                  |                  |                  |                  |                  |                  |
| 2023                       | Ер-Ріяд, Саудівська Аравія | до 96 кг         | 160              | 167              | 171              | 4                | 200              | 200              | 205              | 11               | 371              | 7                |
| Панамериканські ігри       |                            |                  |                  |                  |                  |                  |                  |                  |                  |                  |                  |                  |
| 2023                       | Сантьяго, Чилі             | до 89 кг         | 168              | 172              | 177 AM           | Н/Д              | 201              | 205              | 209              | Н/Д              | 382              | 2                |
| Панамериканський чемпіонат |                            |                  |                  |                  |                  |                  |                  |                  |                  |                  |                  |                  |
| 2017                       | Маямі, США                 | до 77 кг         | 153              | 158              | 162 AM           | 1                | 187              | 190              | 200              | 1                | 352              | 1                |
| 2024                       | Каракас, Венесуела         | до 89 кг         | 170              | 175              | —                | 1                | 200              | 205              | 207              | 1                | 382              | 1                |